# 抱茎小苦荬
抱茎小苦荬（学名：Ixeridium sonchifolium）是菊科小苦荬属的植物。分布于朝鲜、日本以及中国大陆的河南、山西、山东、湖北、河北、江苏、四川、浙江、贵州、内蒙古、辽宁、陕西、甘肃等地，生长于海拔100米至2,700米的地区，多生于岩石上、林下、平原路旁、山坡、河滩地或庭院中，目前尚未由人工引种栽培。

## 别名
苦碟子，抱茎苦荬菜，苦荬菜，秋苦荬菜，盘尔草，鸭子食

## 异名
- Ixeris sonchifolia (Bunge) Hance